# Zoltán Huszárik
Dans le nom hongrois Huszárik Zoltán, le nom de famille précède le prénom, mais cet article utilise l’ordre habituel en français Zoltán Huszárik, où le prénom précède le nom.
Zoltán Huszárik est un scénariste et réalisateur hongrois, né le 14 mai 1931 à Domony (Hongrie) et décédé le 15 octobre 1981 à Budapest.

## Biographie
Zoltán Huszárik est diplômé de l'École supérieure de théâtre et de cinéma de Budapest en 1962. Il illustre une tendance du cinéma hongrois qui plonge ses racines dans l'art pictural. Peintre et dessinateur, il considère ses films comme l'aboutissement de son travail plastique. Sa filmographie se nourrit également d' « aspects très profonds de la tradition nationale ». Ainsi, son premier court métrage, Élégie (1965), se présente comme un poème visuel sur le cycle de la vie et de la mort de l'un des anciens symboles de la Hongrie, le cheval. Cette réalisation lui vaut une réputation internationale.
Dans Sindbad en 1971, son premier long métrage, Zoltán Huszárik ressuscite le héros principal de l'œuvre du grand écrivain hongrois Gyula Krúdy dont le thème est la quête amoureuse . Csontváry en 1980 est un émouvant hommage au peintre naïf hongrois, Tivadar Kosztka Csontváry.
À la suite du rejet de son dernier long métrage par le public, ainsi que des critiques négatives supplémentaires, il se suicide l'année suivante à l'âge de 50 ans.

## Filmographie

### Acteur

#### Cinéma
- 1965 : Zöldár
- 1974 : Holnap lesz fácán : The Photographer
- 1977 : Contes de Budapest (Budapesti mesék) d'István Szabó
- 1977 : Ékezet : Elveszett utas

#### Courts-métrages
- 1975 : Koplalómüvész

### Département animation

#### Courts-métrages
- 1956 : Két bors ökröcske

### Réalisateur

#### Cinéma
- 1971 : Sinbad
- 1980 : Csontváry

#### Courts-métrages
- 1959 : Játék
- 1963 : Groteszk
- 1965 : Élégie
- 1970 : Amerigo Tot
- 1970 : Capriccio
- 1971 : Tisztelet az öregasszonyoknak
- 1976 : A piacere

#### Télévision

##### Téléfilms
- 1967 : Egy mentöorvos naplójából
- 1967 : Maszkot akarok
- 1968 : A dolgok eredete
- 1968 : Hegyi kiképzés
- 1968 : Heten a hegy ellen
- 1968 : Ugye te is akarod?
- 1974 : Törvényt teremtö mesterek

### Monteur

#### Cinéma
- 1971 : Sinbad

#### Télévision

##### Téléfilms
- 1967 : Egy mentöorvos naplójából
- 1967 : Maszkot akarok
- 1968 : Hegyi kiképzés
- 1968 : Heten a hegy ellen

### Décorateur

#### Cinéma
- 1969 : Virágvasárnap

### Scénariste

#### Cinéma
- 1971 : Sinbad
- 1980 : Csontváry

#### Courts-métrages
- 1963 : Groteszk
- 1965 : Élégie
- 1970 : Capriccio
- 1971 : Tisztelet az öregasszonyoknak

#### Télévision

##### Téléfilms
- 1967 : Egy mentöorvos naplójából
- 1967 : Maszkot akarok
- 1968 : Hegyi kiképzés
- 1968 : Heten a hegy ellen
- 1968 : Kira Georgievna